# Pablito Calvo
Pablo Calvo Hidalgo, més conegut com a Pablito Calvo (Madrid, Espanya, 16 de març de 1949 - Alacant, Espanya, 1 de febrer de 2000) va ser un actor infantil espanyol.

## Carrera
Als cinc anys va ser seleccionat entre centenars de nens de la seva edat per al paper protagonista de Marcelino, pan y vino, que en 1954 va rodar el director Ladislao Vajda. Després de l'èxit de la producció, tant en les pantalles nacionals com internacionals, la productora Chamartín el va contractar per a altres dues pel·lícules. Es va convertir al costat de Joselito en l'estrella infantil de l'època.
En 1957 va rodar amb Pepe Isbert i Peter Ustinov Un ángel pasó por Brooklyn, dirigit per Ladislao Vajda, i en 1963 viatjà a l'Argentina per actuar en el film argentí Barcos de papel, junt amb Enzo Viena, Alberto Olmedo, Ubaldo Martínez, Alita Román, entre d'altres.
Després de l'últim llargmetratge, i al no poder superar amb èxit la barrera de l'adolescència en el món del cinema, va optar per la retirada. Llavors, va estudiar enginyeria industrial, professió que va compaginar amb l'activitat empresarial en la localitat de Torrevella, on es va establir, amb la seva dona i el seu fill, a partir de 1986, i on va regentar diversos negocis relacionats amb l'hostaleria i amb la promoció d'habitatges.

## Filmografia
- 1954: Marcelino, pan y vino
- 1956: Mi tío Jacinto
- 1957: Un ángel pasó por Brooklyn
- 1958: Totó y Pablito, d'Antonio Musu
- 1960: Juanito
- 1961: Alerta en el cielo, d'Emilio Gómez Muriel
- 1962: Dos años de vacaciones[3]
- 1963: Barcos de papel, de Román Viñoly Barreto[4]

## Premis
- Premi Jimeno del Cercle d'Escriptors Cinematogràfics per Marcelino, pan y vino.[5]
- Premi del públic en el Festival Internacional de Cinema de Berlín de 1956 per Mi tío Jacinto.[6]
- Fotogramas de Plata al millor intèrpret de cinema espanyol de 1955 per Mi tío Jacinto[7]

## Defunció
Pablo Calvo va morir sobtadament el dimarts 1 de febrer de 2000, víctima d'un vessament cerebral, quan tenia 50 anys. Les seves restes van ser incinerades a Alacant, on residia.